# Yosef Sprinzak

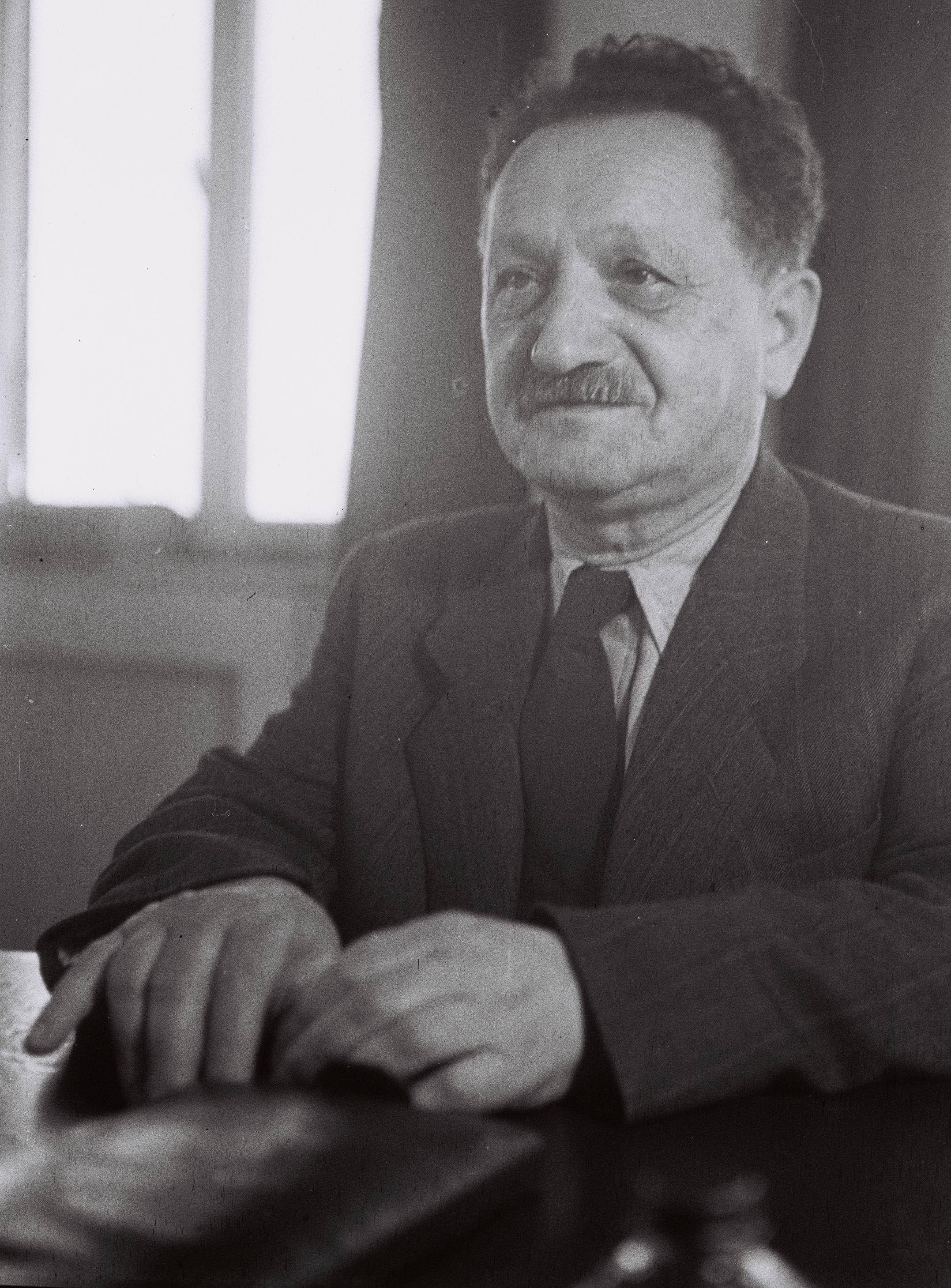
Yosef Sprinzak (1947)

Josef Sprinzak (hebräisch יוֹסֵף שְׁפְּרִינְצַק Jōssef Schprīnzaq, jiddisch שפּרינצאַק Shprintsak, kyrillisch Йосе́ф Шпри́нцак; 8. Dezember 1885 in Moskau, Russisches Reich – 28. Januar 1959 in Jerusalem) war ein führender Zionist in der ersten Hälfte des 20. Jahrhunderts, ein israelischer Politiker und der erste Sprecher der Knesset, eine Position, die er von 1949 bis zu seinem Tod im Jahre 1959 innehatte.

## Leben
Nach der Vertreibung der Juden aus Moskau 1891 zog seine Familie nach Chișinău, wo er Zeʿirej Zion („Junge [Menschen] Zions“) gründete. Er begann 1908 eine Medizinstudium an der Amerikanischen Universität Beirut und ließ sich 1910 während der Zweiten Alija (1904–1914) in Palästina nieder.
Zusammen mit Elieser Kaplan leitete er die sozialistisch-zionistische Partei HaPoel HaZair („Der junge Arbeiter“), die 1905 gegründet wurde und 1930 in der Partei Mapai aufging. Ihre Mitglieder waren pro-britisch und Anhänger Chaim Weizmanns. 1920 war er Mitbegründer der Histadrut und leitete diese Organisation als Generalsekretär von 1945 bis 1949. Im Jahr 1944 wählten die Stimmberechtigten des Jischuvs Sprinzak in die vierte jüdische Repräsentantenversammlung der Mandatszeit.
Sprinzak wurde am 15. Juli 1948 zum Sprecher des provisorischen Parlaments gewählt, in dieser Rolle legte er die Grundlagen des israelischen Parlamentarismus. Nach der Parlamentswahl 1949 zog er als Mitglied der Mapai in die erste Knesset ein und wurde als Sprecher des neuen Parlaments gewählt. Als die Kommission für Außenpolitik und Sicherheit ihn im September 1949 dazu befragte, wie es passieren konnte, dass nach dem israelischen Unabhängigkeitskrieg (Palästinakrieg) laut Pressemeldungen ein Offizier eine Strafe von nur sechs Monaten Gefängnis erhalten hatte, nachdem er den Befehl gegeben hatte, verletzte Kriegsgefangene zu töten, während ein anderer Armeeangehöriger für das Stehlen und Verkaufen von Armeebeständen die Strafe von drei Jahren Gefängnis erhalten hatte, antwortete Sprinzak: „Wir sind weit entfernt vom Humanismus, wir sind wie alle Völker.“
Er zog bei den nächsten beiden Wahlen auch wieder ein und wurde beide Male als Sprecher bestätigt. Er war amtsführender Präsident während der Krankheit Chaim Weizmanns und behielt nach dessen Tod am 9. November 1952 diese Funktion bis zur Amtseinführung Jizchak Ben Zwis am 10. Dezember 1952.
Sein Sohn Jaïr Sprinzak (1911–1999) aus der Ehe mit Channah Wanetik (1885–1987) war auch Knesset-Abgeordneter.